# آموس روت
آموس روت (بالإنجليزية: Amos Root)‏ هو نحال أمريكي، ولد في 1839، وتوفي في 1923.